# Parque provincial Esmeralda
El parque provincial Esmeralda es un área natural protegida ubicada en cercanías de la localidad de San Pedro, en el departamento San Pedro, en la provincia de Misiones, en la mesopotamia argentina.

Fue creada sobre 12 parcelas en una superficie de unas 31 569 ha, aproximadamente en torno a la posición 26°58′57″S 53°54′43″O / -26.98256915, -53.9120118779836, en lo que fuera la explotación forestal conocida como Obraje Esmeralda, por la ley provincial n.º 3469 sancionada el 4 de diciembre de 1997. La ley estableció que este parque provincial recibiera el tratamiento de zona natural o núcleo de la reserva de la biosfera Yabotí.

Desde el punto de vista fitogeográfico corresponde a la ecorregión selva Paranaense.
El área de difícil acceso y topografía relativamente accidentada incluye la cuenca del arroyo Yabotí Guazú.
En 2004 se sancionó la creación de la estación biológica Marcio Ayres, destinada a brindar instalaciones básicas para el desarrollo de actividades de investigación científica.

## Flora
La cobertura vegetal del parque es amplia y variada. Básicamente, se trata de selva mixta de laurel negro (Nectandra saligna) y guatambú blanco (Balfourodendron riedelianum), que alternan con ambay (Cecropia adenopus), fumo bravo (Solanum granulosum-leprosum), guembé (Philodendron bipinnatifidum) e higuerón (Ruprechtia apetala). Dentro del área hay pequeñas porciones que responden a la tipología de bosque secundario, producto de la evolución a partir de las antiguas ocupación y prácticas humanas.

## Fauna
El parque es hábitat de varias especies de felinos, entre ellos el yaguareté (Panthera onca) y el puma (Puma concolor), que comparten el espacio con acutíes (Dasyprocta azarae), corzuelas pardas (Mazama gouazoubira) y mborevíes (Tapirus terrestris).

Las características del entorno favorecen la diversidad y riqueza ornitológica. En la zona de la estación biológica Marcio Ayres se registró la presencia de ejemplares de yacutinga (Pipile jacutinga), milano cabeza gris (Leptodon cayanensis), águila crestuda real (Spizaetus ornatus), loro maitaca (Pionus maximiliani), chiripepé cabeza verde (Pyrrhura frontalis), yasiyateré chico (Dromococcyx pavoninus) y tingazú (Piaya cayana), además de los tucanes grande (Ramphastos toco) y pico verde (Ramphastos dicolorus) y los carpinteros cuello canela (Picumnus temminckii), cara canela (Celeus galeatus), garganta estriada (Dryocopus lineatus), arcoiris (Melanerpes flavifrons) y oliva manchado (Veniliornis spilogaster).

Los pájaros cantores están ampliamente representados por varias decenas de especies, entre ellas las saíras de antifaz (Pipraeidea melanonota), castaña (Tangara preciosa) y dorada (Hemithraupis guira) y los saí azul (Dacnis cayana) y común (Conirostrum speciosum).

Es frecuente la observación de varias especies de mariposas, entre ellas las conocidas vulgarmente como alas sangrantes (Biblis hyperia), ochenta (Diaethria candrena) y ochenta y ocho (Diaethria clymena).